# Llista de monuments de Sant Pere de Ribes
Llista de monuments de Sant Pere de Ribes inclosos en l'Inventari del Patrimoni Arquitectònic de Catalunya per al municipi de Sant Pere de Ribes (Garraf). Inclou els inscrits en el Registre de Béns Culturals d'Interès Nacional (BCIN) amb la classificació de monuments històrics i els béns culturals d'interès local (BCIL) de caràcter arquitectònic.
| Monument                                          | Protecció    | Estil/època                                       | Localització                                                               | Coordenades                                          | Codi?         | Imatge |
| ------------------------------------------------- | ------------ | ------------------------------------------------- | -------------------------------------------------------------------------- | ---------------------------------------------------- | ------------- | --- |
| Castell de Ribes, o Castell de Bell-lloc          | BCIN 1522-MH | X-XI                                              | Sant Pere de Ribes Sota-ribes                                              | 41° 15′ 33″ N, 1° 45′ 51″ E / 41.259167°N,1.764167°E | RI-51-0005664 | Castell de Ribes (Sant Pere de Ribes) · Vegeu més fotos d'aquest monument · Carregueu una nova foto d'aquest monument                 |
| La Torre del Veguer                               | BCIN 1523-MH | Historicisme XIV-XV, XIX                          | Sant Pere de Ribes                                                         | 41° 15′ 04″ N, 1° 44′ 05″ E / 41.250977°N,1.734697°E | RI-51-0005665 | La Torre del Veguer (Sant Pere de Ribes) · Vegeu més fotos d'aquest monument · Carregueu una nova foto d'aquest monument              |
| Torre de la Serra                                 | BCIN 1524-MH | XV-XVI, XVIII-XIX                                 | Sant Pere de Ribes La Serra                                                | 41° 15′ 20″ N, 1° 45′ 11″ E / 41.255653°N,1.752981°E | RI-51-0005666 | La Torre de la Serra (Sant Pere de Ribes) · Vegeu més fotos d'aquest monument · Carregueu una nova foto d'aquest monument             |
| La Torre de Can Bruguera                          | BCIN 1525-MH | XV-XVI                                            | Sant Pere de Ribes Can Bruguera                                            | 41° 14′ 41″ N, 1° 47′ 19″ E / 41.2447°N,1.788675°E   | RI-51-0005667 | Carregueu una nova foto d'aquest monument                                                                                             |
| Torre del Clot dels Frares                        | BCIN 1526-MH | XV-XVI                                            | Sant Pere de Ribes Urbanització Rocamar                                    | 41° 14′ 14″ N, 1° 46′ 52″ E / 41.237315°N,1.781118°E | RI-51-0005668 | La Torre del Clot dels Frares (Sant Pere de Ribes) · Vegeu més fotos d'aquest monument · Carregueu una nova foto d'aquest monument    |
| Església parroquial de Sant Pere, o Església nova |              | Historicisme XX (1910)                            | Sant Pere de Ribes Pl. Marcer                                              | 41° 15′ 38″ N, 1° 46′ 19″ E / 41.260657°N,1.771826°E | IPA-4457      | Església parroquial de Sant Pere (Sant Pere de Ribes) · Vegeu més fotos d'aquest monument · Carregueu una nova foto d'aquest monument |
| Casa de la Vila de Sant Pere de Ribes             |              | Eclecticisme Bonaventura Pollés i Vivó XIX (1893) | Sant Pere de Ribes Pl. del Centre                                          | 41° 15′ 45″ N, 1° 46′ 19″ E / 41.262423°N,1.771948°E | IPA-4458      | Casa de la Vila de Sant Pere de Ribes · Vegeu més fotos d'aquest monument · Carregueu una nova foto d'aquest monument                 |
| Can Puig                                          | BCIL 2001    | Neoclassicisme XIX Mitjan                         | Sant Pere de Ribes C. Major, 32                                            | 41° 15′ 37″ N, 1° 45′ 58″ E / 41.260343°N,1.766126°E | IPA-4459      | Can Puig (Sant Pere de Ribes) · Vegeu més fotos d'aquest monument · Carregueu una nova foto d'aquest monument                         |
| Can Giralt, mas d'en Giralt o Casa Roja           | BCIL 2001    | Barroc, obra popular XVIII                        | Sant Pere de Ribes Ctra. Olivella, 27                                      | 41° 15′ 49″ N, 1° 46′ 49″ E / 41.263603°N,1.780354°E | IPA-4460      | Can Giralt (Sant Pere de Ribes) · Vegeu més fotos d'aquest monument · Carregueu una nova foto d'aquest monument                       |
| Cal Quima                                         |              | Modernisme Josep Font i Gumà XX Inici             | Sant Pere de Ribes Pl. del Centre, 5                                       | 41° 15′ 44″ N, 1° 46′ 20″ E / 41.262174°N,1.772203°E | IPA-4463      | Casa Carbonell (Sant Pere de Ribes) · Vegeu més fotos d'aquest monument · Carregueu una nova foto d'aquest monument                   |
| Can Maurici, o Can Simon                          | BCIL 2001    | Modernisme Josep Font i Gumà XX                   | Sant Pere de Ribes C. del Pi, 16                                           | 41° 15′ 45″ N, 1° 46′ 24″ E / 41.262385°N,1.773417°E | IPA-4464      | Can Maurici (Sant Pere de Ribes) · Vegeu més fotos d'aquest monument · Carregueu una nova foto d'aquest monument                      |
| Solers, Can Maristany, o Gran Casino de Barcelona | BCIL 2001    | Noucentisme Enric Sagnier i Villavecchia XX Inici | Sant Pere de Ribes Solers, a 3 km de Ribes                                 | 41° 14′ 44″ N, 1° 44′ 39″ E / 41.245623°N,1.744289°E | IPA-4465      | Solers (Sant Pere de Ribes) · Vegeu més fotos d'aquest monument · Carregueu una nova foto d'aquest monument                           |
| Can Coll                                          | BCIL 2001    | Eclecticisme XX Inici                             | Sant Pere de Ribes Variant BV-2113, ctra. de Barcelona-Calafell            | 41° 15′ 13″ N, 1° 46′ 18″ E / 41.253628°N,1.771528°E | IPA-4466      | Can Coll (Sant Pere de Ribes) · Vegeu més fotos d'aquest monument · Carregueu una nova foto d'aquest monument                         |
| Redós de Sant Josep i Sant Pere, o l'Hospital     | BCIL 2001    | Modernisme Josep Font i Gumà XX (1901)            | Sant Pere de Ribes Av. Josep i Pere Jacas, 15                              | 41° 15′ 35″ N, 1° 46′ 11″ E / 41.259825°N,1.76986°E  | IPA-4467      | Redós de Sant Josep i Sant Pere (Sant Pere de Ribes) · Vegeu més fotos d'aquest monument · Carregueu una nova foto d'aquest monument  |
| La Granja, o Can Giru                             | BCIL 2001    | Eclecticisme XIX                                  | Sant Pere de Ribes C. del Racó, 20                                         | 41° 15′ 45″ N, 1° 46′ 44″ E / 41.262470°N,1.778895°E | IPA-4468      | La Granja (Sant Pere de Ribes) · Vegeu més fotos d'aquest monument · Carregueu una nova foto d'aquest monument                        |
| Església vella de Sant Pere de Ribes              | BCIL 2001    | Barroc XVII                                       | Sant Pere de Ribes Sota-ribes                                              | 41° 15′ 34″ N, 1° 45′ 50″ E / 41.259527°N,1.763957°E | IPA-4469      | Església vella de Sant Pere de Ribes · Vegeu més fotos d'aquest monument · Carregueu una nova foto d'aquest monument                  |
| Santuari de Sant Pau                              | BCIL 2001    | Barroc XVIII-XIX                                  | Sant Pere de Ribes Ctra. a Vilafranca del Penedés, km 51                   | 41° 16′ 00″ N, 1° 46′ 01″ E / 41.266530°N,1.766857°E | IPA-4470      | Santuari de Sant Pau (Sant Pere de Ribes) · Vegeu més fotos d'aquest monument · Carregueu una nova foto d'aquest monument             |
| Can Miret de les Torres                           | BCIL 2001    | Modernisme XIX Final                              | Sant Pere de Ribes A 50 m Caseriu de les Torres                            | 41° 15′ 03″ N, 1° 47′ 31″ E / 41.250746°N,1.792075°E | IPA-4471      | Can Miret de les Torres (Sant Pere de Ribes) · Vegeu més fotos d'aquest monument · Carregueu una nova foto d'aquest monument          |
| Can Martí del Mas Roig                            | BCIL 2001    | Eclecticisme XIX Mitjan                           | Sant Pere de Ribes Darrera Solers                                          | 41° 15′ 09″ N, 1° 44′ 21″ E / 41.252484°N,1.739037°E | IPA-4472      | Can Martí del Mas Roig (Sant Pere de Ribes) · Vegeu més fotos d'aquest monument · Carregueu una nova foto d'aquest monument           |
| Coll d'Entreforc                                  |              | Obra popular                                      | Sant Pere de Ribes A 2 km de Can Marcer                                    | 41° 15′ 59″ N, 1° 49′ 35″ E / 41.266469°N,1.826453°E | IPA-11881     | Masia del Coll d'Entreforc (Sant Pere de Ribes) · Modifica el valor a Wikidata · Carregueu una nova foto d'aquest monument            |
| Masia del Carç                                    |              | Obra popular                                      | Sant Pere de Ribes Als afores de Puigmoltó                                 | 41° 14′ 50″ N, 1° 46′ 24″ E / 41.247126°N,1.773380°E | IPA-11882     | Masia del Carç (Sant Pere de Ribes) · Vegeu més fotos d'aquest monument · Carregueu una nova foto d'aquest monument                   |
| Torre de Vilanoveta, o Torre de Can Vidal         |              | Obra popular                                      | Sant Pere de Ribes Ctra. Sant Pere - Vilanova                              | 41° 14′ 04″ N, 1° 45′ 06″ E / 41.234533°N,1.751577°E | IPA-11883     | Carregueu una nova foto d'aquest monument                                                                                             |
| Pont de Sota-ribes, o Pont de la Palanca          |              | Arquitectura del ferro XIX                        | Sant Pere de Ribes Sota-ribes, sobre la riera de Ribes                     | 41° 15′ 32″ N, 1° 45′ 55″ E / 41.258877°N,1.765413°E | IPA-11884     | Pont de Sota-ribes (Sant Pere de Ribes) · Vegeu més fotos d'aquest monument · Carregueu una nova foto d'aquest monument               |
| Can Roig de les Torres                            |              | Obra popular                                      | Sant Pere de Ribes Les Torres                                              | 41° 14′ 57″ N, 1° 47′ 24″ E / 41.249276°N,1.790109°E | IPA-11886     | Can Roig de les Torres (Sant Pere de Ribes) · Vegeu més fotos d'aquest monument · Carregueu una nova foto d'aquest monument           |
| Ca la Brígida                                     | BCIL 2001    | Modernisme Josep Font i Gumà XX                   | Sant Pere de Ribes Pl. del Centre, 7 - c. St. Isidre, 1                    | 41° 15′ 44″ N, 1° 46′ 22″ E / 41.262180°N,1.772812°E | IPA-11888     | Ca la Brígida (Sant Pere de Ribes) · Vegeu més fotos d'aquest monument · Carregueu una nova foto d'aquest monument                    |
| Can Pau Roig                                      | BCIL 2001    | Noucentisme XX (1917)                             | Sant Pere de Ribes C. de la Torreta, 15                                    | 41° 15′ 42″ N, 1° 46′ 28″ E / 41.261666°N,1.774421°E | IPA-11889     | Can Pau Roig (Sant Pere de Ribes) · Vegeu més fotos d'aquest monument · Carregueu una nova foto d'aquest monument                     |
| Can Milà del Palou                                |              | Obra popular XIX                                  | Sant Pere de Ribes C. del Pi, 52                                           | 41° 15′ 46″ N, 1° 46′ 32″ E / 41.262866°N,1.775685°E | IPA-11891     | Can Milà del Palou (Sant Pere de Ribes) · Vegeu més fotos d'aquest monument · Carregueu una nova foto d'aquest monument               |
| Can Pau Artigas, o Can Pepus                      | BCIL 2001    | Modernisme XIX-XX                                 | Sant Pere de Ribes Ctra. d'Olivella, 1                                     | 41° 15′ 50″ N, 1° 46′ 36″ E / 41.263889°N,1.776791°E | IPA-11892     | Can Pau Artigas (Sant Pere de Ribes) · Vegeu més fotos d'aquest monument · Carregueu una nova foto d'aquest monument                  |
| La Casa Gran                                      |              | Barroc, obra popular XVIII Mitjan                 | Sant Pere de Ribes C. Palou, 9 - c. Racó, 12                               | 41° 15′ 46″ N, 1° 46′ 40″ E / 41.262792°N,1.777814°E | IPA-11893     | La Casa Gran (Sant Pere de Ribes) · Vegeu més fotos d'aquest monument · Carregueu una nova foto d'aquest monument                     |
| Apartaments El Castell, o Castell de Kafka        | BCIL 2001    | Darreres tendències Ricard Bofill Leví XX (1968)  | Sant Pere de Ribes Urbanització de Vallpineda                              | 41° 15′ 01″ N, 1° 47′ 53″ E / 41.250394°N,1.798013°E | IPA-11894     | Apartaments El Castell (Sant Pere de Ribes) · Vegeu més fotos d'aquest monument · Carregueu una nova foto d'aquest monument           |
| Can Simon                                         |              | Modernisme XIX                                    | Sant Pere de Ribes C. Nou, 3                                               | 41° 15′ 43″ N, 1° 46′ 22″ E / 41.261864°N,1.772734°E | IPA-11895     | Can Simon (Sant Pere de Ribes) · Vegeu més fotos d'aquest monument · Carregueu una nova foto d'aquest monument                        |
| Habitatge al carrer Nou, 15                       |              | Modernisme XX                                     | Sant Pere de Ribes C. Nou, 15 - c. de l'Ensenyament, 12                    | 41° 15′ 40″ N, 1° 46′ 16″ E / 41.261225°N,1.771111°E | IPA-11896     | Habitatge al carrer Nou, 15 (Sant Pere de Ribes) · Vegeu més fotos d'aquest monument · Carregueu una nova foto d'aquest monument      |
| Can Punxes                                        |              | Modernisme XX (1911)                              | Sant Pere de Ribes Pl. Marcer, 4 - c. de la Pau, 1                         | 41° 15′ 41″ N, 1° 46′ 21″ E / 41.261284°N,1.772375°E | IPA-11897     | Can Punxes (Sant Pere de Ribes) · Vegeu més fotos d'aquest monument · Carregueu una nova foto d'aquest monument                       |
| Can Duran                                         | BCIL 2001    | Noucentisme XX                                    | Sant Pere de Ribes Pl. Església, 3 - Dr. Puig, 8                           | 41° 15′ 38″ N, 1° 46′ 21″ E / 41.260582°N,1.77246°E  | IPA-11898     | Can Duran (Sant Pere de Ribes) · Vegeu més fotos d'aquest monument · Carregueu una nova foto d'aquest monument                        |
| Font de la Farmàcia                               | BCIL 2001    | Modernisme Josep Font i Gumà XX (1906)            | Sant Pere de Ribes Al mig de la pl. de la Font, davant l'antiga farmàcia   | 41° 15′ 44″ N, 1° 46′ 16″ E / 41.262147°N,1.771208°E | IPA-11899     | Font de la Farmàcia (Sant Pere de Ribes) · Vegeu més fotos d'aquest monument · Carregueu una nova foto d'aquest monument              |
| Xalet del Palou                                   | BCIL 2001    | XX                                                | Sant Pere de Ribes C. del Palou                                            | 41° 15′ 45″ N, 1° 46′ 41″ E / 41.262496°N,1.778066°E | IPA-32962     | Xalet del Palou (Sant Pere de Ribes) · Vegeu més fotos d'aquest monument · Carregueu una nova foto d'aquest monument                  |
| Ca l'Artigues del Palou                           | BCIL 2001    |                                                   | Sant Pere de Ribes Plaça Gala Placídia, 24                                 | 41° 15′ 55″ N, 1° 46′ 57″ E / 41.265181°N,1.782549°E | IPA-32971     | Ca l'Artigues del Palou (Sant Pere de Ribes) · Vegeu més fotos d'aquest monument · Carregueu una nova foto d'aquest monument          |
| Can Climent                                       | BCIL 2011    | XVIII-XX                                          | Sant Pere de Ribes Ctra. de Vilanova BV-2112                               | 41° 15′ 16″ N, 1° 45′ 31″ E / 41.254556°N,1.758481°E | IPA-32972     | Can Climent (Sant Pere de Ribes) · Vegeu més fotos d'aquest monument · Carregueu una nova foto d'aquest monument                      |
| Can Jove                                          | BCIL 2001    | XIX-XX                                            | Sant Pere de Ribes Rda. Sant Camil                                         | 41° 15′ 20″ N, 1° 45′ 56″ E / 41.255634°N,1.765682°E | IPA-32973     | Can Jove (Sant Pere de Ribes) · Vegeu més fotos d'aquest monument · Carregueu una nova foto d'aquest monument                         |
| Can Miret de les Parellades                       | BCIL 2001    | XIX                                               | Sant Pere de Ribes Ctra. de Canyelles, 1                                   | 41° 15′ 51″ N, 1° 46′ 13″ E / 41.264124°N,1.770416°E | IPA-32975     | Can Miret de les Parellades (Sant Pere de Ribes) · Vegeu més fotos d'aquest monument · Carregueu una nova foto d'aquest monument      |
| Can Parès                                         | BCIL 2001    | Obra popular XIV-XVII                             | Sant Pere de Ribes Camí de Cubelles a Ribes                                | 41° 15′ 07″ N, 1° 44′ 09″ E / 41.251814°N,1.735948°E | IPA-32977     | Carregueu una nova foto d'aquest monument                                                                                             |
| Xoriguera                                         | BCIL 2001    | Modernisme XX                                     | Sant Pere de Ribes Camí Vell a Vilanova, 17                                | 41° 14′ 32″ N, 1° 45′ 15″ E / 41.242245°N,1.754074°E | IPA-32978     | Can Xoriguera (Sant Pere de Ribes) · Vegeu més fotos d'aquest monument · Carregueu una nova foto d'aquest monument                    |
| La Casa Roja                                      | BCIL 2001    |                                                   | Sant Pere de Ribes Urb. Can Lloses                                         | 41° 16′ 08″ N, 1° 47′ 23″ E / 41.268959°N,1.789653°E | IPA-32982     | Carregueu una nova foto d'aquest monument                                                                                             |
| Can Mestre dels Clapers                           | BCIL 2001    | Obra popular XVI                                  | Sant Pere de Ribes Les Planes                                              | 41° 15′ 21″ N, 1° 46′ 55″ E / 41.255934°N,1.781963°E | IPA-32983     | Can Mestre dels Clapers (Sant Pere de Ribes) · Vegeu més fotos d'aquest monument · Carregueu una nova foto d'aquest monument          |
| Pont de Can Coll                                  | BCIL 2001    | Obra popular XIX-XX                               | Sant Pere de Ribes Sobre la riera de Ribes                                 | 41° 15′ 17″ N, 1° 46′ 19″ E / 41.254831°N,1.772078°E | IPA-32984     | Pont de Can Coll (Sant Pere de Ribes) · Vegeu més fotos d'aquest monument · Carregueu una nova foto d'aquest monument                 |
| Casa del Terme                                    | BCIL 2001    | Obra popular XV                                   | Sant Pere de Ribes Sota-ribes                                              | 41° 15′ 32″ N, 1° 45′ 49″ E / 41.258972°N,1.763690°E | IPA-40926     | Casa del Terme (Sant Pere de Ribes) · Vegeu més fotos d'aquest monument · Carregueu una nova foto d'aquest monument                   |
| Rectoria vella de Sant Pere de Ribes              | BCIL 2001    | Obra popular XVII                                 | Sant Pere de Ribes Camí del Cementiri, 9, Sota-ribes                       | 41° 15′ 34″ N, 1° 45′ 49″ E / 41.259313°N,1.763564°E | IPA-40927     | Rectoria vella (Sant Pere de Ribes) · Vegeu més fotos d'aquest monument · Carregueu una nova foto d'aquest monument                   |
| Escola vella del carrer del Pi                    | BCIL 2001    | Noucentisme XX                                    | Sant Pere de Ribes C. del Pi - c. Ildefons Cerdà, 3                        | 41° 15′ 45″ N, 1° 46′ 26″ E / 41.262498°N,1.773835°E | IPA-40928     | Escola vella del carrer del Pi (Sant Pere de Ribes) · Vegeu més fotos d'aquest monument · Carregueu una nova foto d'aquest monument   |
| Can Montaner del Palou                            | BCIL 2001    | Obra popular XVIII                                | Sant Pere de Ribes C. Olivella, 15                                         | 41° 15′ 48″ N, 1° 46′ 46″ E / 41.263346°N,1.779428°E | IPA-40929     | Can Montaner del Palou (Sant Pere de Ribes) · Vegeu més fotos d'aquest monument · Carregueu una nova foto d'aquest monument           |
| La Granja del Carme                               | BCIL 2001    | Noucentisme                                       | Sant Pere de Ribes C. Bisbe Guilarà                                        | 41° 15′ 21″ N, 1° 46′ 42″ E / 41.255752°N,1.778253°E | IPA-40930     | La Granja del Carme (Sant Pere de Ribes) · Vegeu més fotos d'aquest monument · Carregueu una nova foto d'aquest monument              |
| Can Peret Coll                                    | BCIL 2001    | Obra popular XVIII                                | Sant Pere de Ribes Pg. Circumval·lació                                     | 41° 15′ 19″ N, 1° 46′ 44″ E / 41.255254°N,1.778896°E | IPA-40931     | Can Peret Coll (Sant Pere de Ribes) · Vegeu més fotos d'aquest monument · Carregueu una nova foto d'aquest monument                   |
| Can Quadres de la Timba                           | BCIL 2001    | Obra popular XIV-XVIII                            | Sant Pere de Ribes Ribes                                                   | 41° 15′ 19″ N, 1° 46′ 55″ E / 41.255323°N,1.781899°E | IPA-40932     | Can Quadres de la Timba (Sant Pere de Ribes) · Vegeu més fotos d'aquest monument · Carregueu una nova foto d'aquest monument          |
| Els Vinyals                                       | BCIL 2001    | Obra popular XVIII, XX                            | Sant Pere de Ribes Urb. el Mirador de Sitges                               | 41° 16′ 28″ N, 1° 44′ 53″ E / 41.274378°N,1.747968°E | IPA-40933     | Els Vinyals (Sant Pere de Ribes) · Vegeu més fotos d'aquest monument · Carregueu una nova foto d'aquest monument                      |
| El Racó                                           | BCIL 2001    | XVII, XX                                          | Sant Pere de Ribes Ctra. de Vilafranca C-15 B, km. 4,8                     | 41° 16′ 32″ N, 1° 45′ 36″ E / 41.275457°N,1.759902°E | IPA-40934     | Carregueu una nova foto d'aquest monument                                                                                             |
| Els Sumidors                                      | BCIL 2001    | Obra popular XVIII-XIX                            | Sant Pere de Ribes Ctra. de Vilafranca C-15 B, km. 4,6                     | 41° 16′ 54″ N, 1° 45′ 55″ E / 41.281643°N,1.765165°E | IPA-40935     | Carregueu una nova foto d'aquest monument                                                                                             |
| La Torreta                                        | BCIL 2001    | Obra popular XVIII-XIX                            | Sant Pere de Ribes Ctra. BV-2111, km. 10,1                                 | 41° 17′ 09″ N, 1° 46′ 34″ E / 41.285705°N,1.776206°E | IPA-40936     | Carregueu una nova foto d'aquest monument                                                                                             |
| Corral d'en Massó                                 | BCIL 2001    | Obra popular XIX                                  | Sant Pere de Ribes Fondo d'en Tabaco                                       | 41° 16′ 37″ N, 1° 47′ 16″ E / 41.276915°N,1.787904°E | IPA-40937     | Carregueu una nova foto d'aquest monument                                                                                             |
| Ca l'Almirall de la Font                          | BCIL 2001    | Obra popular XVII, XIX                            | Sant Pere de Ribes C. Milà, 1. Urb. Can Lloses                             | 41° 16′ 57″ N, 1° 47′ 51″ E / 41.282527°N,1.797589°E | IPA-40938     | Ca n'Almirall de la Font (Sant Pere de Ribes) · Vegeu més fotos d'aquest monument · Carregueu una nova foto d'aquest monument         |
| Mas Berenguera                                    | BCIL 2001    | Obra popular XVIII                                | Sant Pere de Ribes Urb. Pineda Parc                                        | 41° 17′ 09″ N, 1° 48′ 21″ E / 41.285831°N,1.805724°E | IPA-40939     | Carregueu una nova foto d'aquest monument                                                                                             |
| Can Pere de la Plana                              | BCIL 2001    | Obra popular XVIII                                | Sant Pere de Ribes Av. Onze de Setembre, 16. Urb. Pineda Parc              | 41° 16′ 41″ N, 1° 48′ 17″ E / 41.278103°N,1.804671°E | IPA-40940     | Can Pere de la Plana (Sant Pere de Ribes) · Vegeu més fotos d'aquest monument · Carregueu una nova foto d'aquest monument             |
| Can Marcer de la Penya                            | BCIL 2001    | Obra popular XVIII                                | Sant Pere de Ribes Av. Can Marcer de la Penya. Urb. Can Lloses             | 41° 16′ 19″ N, 1° 47′ 53″ E / 41.272052°N,1.798161°E | IPA-40941     | Carregueu una nova foto d'aquest monument                                                                                             |
| Mas de les Catalunyes                             | BCIL 2001    | XVI, XIX                                          | Sant Pere de Ribes Urb. Mas Parés de Dalt                                  | 41° 15′ 23″ N, 1° 43′ 53″ E / 41.256397°N,1.731335°E | IPA-40942     | Mas de les Catalunyes (Sant Pere de Ribes) · Vegeu més fotos d'aquest monument · Carregueu una nova foto d'aquest monument            |
| Mas Parés de Dalt                                 | BCIL 2001    | Obra popular XX                                   | Sant Pere de Ribes Urb. Mas Parés de Dalt                                  | 41° 15′ 18″ N, 1° 43′ 59″ E / 41.255120°N,1.733048°E | IPA-40943     | Carregueu una nova foto d'aquest monument                                                                                             |
| Can Masalleres                                    | BCIL 2001    | Obra popular XVIII                                | Sant Pere de Ribes Camí del Montgròs                                       | 41° 15′ 26″ N, 1° 44′ 24″ E / 41.257311°N,1.739953°E | IPA-40948     | Carregueu una nova foto d'aquest monument                                                                                             |
| Mas de Montgròs                                   | BCIL 2001    | Obra popular XVI, XIX                             | Sant Pere de Ribes Camí del Montgròs                                       | 41° 15′ 34″ N, 1° 44′ 35″ E / 41.259391°N,1.743172°E | IPA-40949     | Mas de Montgròs (Sant Pere de Ribes) · Vegeu més fotos d'aquest monument · Carregueu una nova foto d'aquest monument                  |
| Can Ramon                                         | BCIL 2001    | Obra popular XVI, XIX                             | Sant Pere de Ribes                                                         | 41° 15′ 42″ N, 1° 44′ 57″ E / 41.261609°N,1.749179°E | IPA-40950     | Can Ramon (Sant Pere de Ribes) · Vegeu més fotos d'aquest monument · Carregueu una nova foto d'aquest monument                        |
| La Masieta                                        | BCIL 2001    | Obra popular XIX                                  | Sant Pere de Ribes Camí del Montgròs                                       | 41° 15′ 45″ N, 1° 45′ 22″ E / 41.262397°N,1.756043°E | IPA-40951     | La Masieta (Sant Pere de Ribes) · Vegeu més fotos d'aquest monument · Carregueu una nova foto d'aquest monument                       |
| Can Ramonet                                       | BCIL 2001    | Obra popular XV, XVIII                            | Sant Pere de Ribes Camí del Montgròs                                       | 41° 15′ 56″ N, 1° 45′ 23″ E / 41.265647°N,1.756310°E | IPA-40952     | Can Ramonet (Sant Pere de Ribes) · Vegeu més fotos d'aquest monument · Carregueu una nova foto d'aquest monument                      |
| Can Zidro, Can Sidro                              | BCIL 2001    | Obra popular XIX                                  | Sant Pere de Ribes                                                         | 41° 15′ 57″ N, 1° 45′ 26″ E / 41.265800°N,1.757115°E | IPA-40953     | Can Zidro (Sant Pere de Ribes) · Vegeu més fotos d'aquest monument · Carregueu una nova foto d'aquest monument                        |
| La Coma, Can Barba                                | BCIL 2001    | Obra popular XVIII-XIX                            | Sant Pere de Ribes Camí de Can Barba                                       | 41° 16′ 05″ N, 1° 45′ 28″ E / 41.268170°N,1.757873°E | IPA-40954     | La Coma (Sant Pere de Ribes) · Vegeu més fotos d'aquest monument · Carregueu una nova foto d'aquest monument                          |
| Can Tomeu                                         | BCIL 2001    | Obra popular XVIII-XIX                            | Sant Pere de Ribes Corral d'en Capdet                                      | 41° 16′ 10″ N, 1° 46′ 09″ E / 41.269396°N,1.769201°E | IPA-40955     | Carregueu una nova foto d'aquest monument                                                                                             |
| Corral d'en Capdet                                | BCIL 2001    | Obra popular XIX                                  | Sant Pere de Ribes Costa del Corral d'en Capdet                            | 41° 16′ 12″ N, 1° 46′ 14″ E / 41.269898°N,1.770684°E | IPA-40956     | Corral d'en Capdet (Sant Pere de Ribes) · Vegeu més fotos d'aquest monument · Carregueu una nova foto d'aquest monument               |
| Can Parici                                        | BCIL 2001    | Obra popular XIX                                  | Sant Pere de Ribes La Serra                                                | 41° 15′ 24″ N, 1° 45′ 04″ E / 41.256740°N,1.751247°E | IPA-40957     | Can Parici (Sant Pere de Ribes) · Vegeu més fotos d'aquest monument · Carregueu una nova foto d'aquest monument                       |
| Can Vidal de la Serra                             | BCIL 2001    | Obra popular                                      | Sant Pere de Ribes La Serra                                                | 41° 15′ 19″ N, 1° 45′ 18″ E / 41.255169°N,1.755061°E | IPA-40958     | Can Vidal de la Serra (Sant Pere de Ribes) · Vegeu més fotos d'aquest monument · Carregueu una nova foto d'aquest monument            |
| Can Feina                                         | BCIL 2001    | Obra popular XIX                                  | Sant Pere de Ribes Ronda Sant Camil                                        | 41° 15′ 22″ N, 1° 45′ 45″ E / 41.256190°N,1.762397°E | IPA-40959     | Can Feina (Sant Pere de Ribes) · Vegeu més fotos d'aquest monument · Carregueu una nova foto d'aquest monument                        |
| La Fassina                                        | BCIL 2001    | Obra popular XVII                                 | Sant Pere de Ribes La Serra                                                | 41° 15′ 19″ N, 1° 45′ 41″ E / 41.255233°N,1.761368°E | IPA-40960     | La Fassina (Sant Pere de Ribes) · Vegeu més fotos d'aquest monument · Carregueu una nova foto d'aquest monument                       |
| El Mur                                            | BCIL 2001    | Obra popular XX                                   | Sant Pere de Ribes Ronda Sant Camil                                        | 41° 15′ 18″ N, 1° 45′ 46″ E / 41.255111°N,1.762830°E | IPA-40961     | Carregueu una nova foto d'aquest monument                                                                                             |
| Can Fontanals                                     | BCIL 2001    | Obra popular XVIII                                | Sant Pere de Ribes Ronda Sant Camil                                        | 41° 15′ 20″ N, 1° 45′ 54″ E / 41.255463°N,1.764939°E | IPA-40962     | Can Fontanals (Sant Pere de Ribes) · Vegeu més fotos d'aquest monument · Carregueu una nova foto d'aquest monument                    |
| Mas de les Farigoles                              | BCIL 2001    | Obra popular XVIII-XIX                            | Sant Pere de Ribes Al nord-oest del nucli de Puigmoltó                     | 41° 15′ 03″ N, 1° 45′ 54″ E / 41.250729°N,1.764950°E | IPA-40963     | Mas de les Farigoles (Sant Pere de Ribes) · Vegeu més fotos d'aquest monument · Carregueu una nova foto d'aquest monument             |
| Can Macià                                         | BCIL 2001    | XX                                                | Sant Pere de Ribes C. Pins, 1. Urb. Can Macià                              | 41° 15′ 11″ N, 1° 46′ 46″ E / 41.253127°N,1.779400°E | IPA-40964     | Can Macià (Sant Pere de Ribes) · Vegeu més fotos d'aquest monument · Carregueu una nova foto d'aquest monument                        |
| Can Bertran                                       | BCIL 2001    | Obra popular XVI-XVIII                            | Sant Pere de Ribes Sota la Urbanització Can Lloses                         | 41° 16′ 00″ N, 1° 47′ 24″ E / 41.266642°N,1.789909°E | IPA-40965     | Carregueu una nova foto d'aquest monument                                                                                             |
| Ca l'Escolà                                       | BCIL 2001    | Obra popular XVIII                                | Sant Pere de Ribes Les Planes                                              | 41° 15′ 31″ N, 1° 47′ 15″ E / 41.258497°N,1.787511°E | IPA-40966     | Ca l'Escolà (Sant Pere de Ribes) · Vegeu més fotos d'aquest monument · Carregueu una nova foto d'aquest monument                      |
| Masia de la Carretera                             | BCIL 2001    | Obra popular XVI-XIX                              | Sant Pere de Ribes Solell de la Carretera                                  | 41° 15′ 29″ N, 1° 47′ 36″ E / 41.257946°N,1.793346°E | IPA-40967     | Carregueu una nova foto d'aquest monument                                                                                             |
| Corral d'en Pujol                                 | BCIL 2001    | Obra popular                                      | Sant Pere de Ribes Entre el nucli de les Torres i la urbanització Mas Alba | 41° 15′ 12″ N, 1° 47′ 58″ E / 41.253450°N,1.799331°E | IPA-40968     | Carregueu una nova foto d'aquest monument                                                                                             |
| Les Casetes d'en Portacreu                        | BCIL 2001    | Obra popular XIX                                  | Sant Pere de Ribes Entre el nucli de les Torres i la urbanització Mas Alba | 41° 15′ 19″ N, 1° 47′ 50″ E / 41.255219°N,1.797252°E | IPA-40969     | Carregueu una nova foto d'aquest monument                                                                                             |
| Can Mironet del Bosc                              | BCIL 2001    | Obra popular XVIII-XIX                            | Sant Pere de Ribes Solers                                                  | 41° 14′ 34″ N, 1° 45′ 05″ E / 41.242691°N,1.751458°E | IPA-40970     | Carregueu una nova foto d'aquest monument                                                                                             |
| Els Cocons                                        | BCIL 2001    | Obra popular XX                                   | Sant Pere de Ribes Turó dels Cocons                                        | 41° 14′ 46″ N, 1° 45′ 27″ E / 41.246162°N,1.757604°E | IPA-40971     | Carregueu una nova foto d'aquest monument                                                                                             |
| La Mata                                           | BCIL 2001    | Obra popular XVIII-XIX                            | Sant Pere de Ribes Ctra. de Barcelona a Valls C-246a, km. 40,2             | 41° 14′ 23″ N, 1° 46′ 09″ E / 41.239642°N,1.769046°E | IPA-40972     | Carregueu una nova foto d'aquest monument                                                                                             |
| Mas d'en Bosc                                     | BCIL 2001    | Obra popular XVIII-XIX                            | Sant Pere de Ribes Plana de Can Coll                                       | 41° 14′ 47″ N, 1° 46′ 53″ E / 41.246353°N,1.781338°E | IPA-40973     | Mas d'en Bosc (Sant Pere de Ribes) · Vegeu més fotos d'aquest monument · Carregueu una nova foto d'aquest monument                    |
| Can Baró de la Cabreta                            | BCIL 2001    | Obra popular XVI-XIX                              | Sant Pere de Ribes Al nord de l'Autòdrom Rocamar                           | 41° 14′ 31″ N, 1° 46′ 59″ E / 41.242038°N,1.783038°E | IPA-40974     | Carregueu una nova foto d'aquest monument                                                                                             |
| Casa del Mar, Masia dels Colls                    | BCIL 2001    | Obra popular Medieval                             | Sant Pere de Ribes Camí dels Colls                                         | 41° 13′ 11″ N, 1° 45′ 03″ E / 41.219796°N,1.750700°E | IPA-40975     | Casa del Mar (Sant Pere de Ribes) · Vegeu més fotos d'aquest monument · Carregueu una nova foto d'aquest monument                     |
| Clot dels Frares                                  | BCIL 2001    | XIV-XVIII                                         | Sant Pere de Ribes Autòdrom Rocamar                                        | 41° 14′ 14″ N, 1° 46′ 52″ E / 41.237296°N,1.781217°E | IPA-41067     | Clot dels Frares (Sant Pere de Ribes) · Vegeu més fotos d'aquest monument · Carregueu una nova foto d'aquest monument                 |
| Can Bruguera                                      | BCIL 2001    | Obra popular                                      | Sant Pere de Ribes Pla de les Torres                                       | 41° 14′ 42″ N, 1° 47′ 20″ E / 41.244936°N,1.788806°E | IPA-41068     | Carregueu una nova foto d'aquest monument                                                                                             |
| Mas d'en Serra                                    | BCIL 2001    | Obra popular XVIII-XIX                            | Sant Pere de Ribes Av. Mas d'en Serra, 79                                  | 41° 13′ 46″ N, 1° 45′ 15″ E / 41.229340°N,1.754045°E | IPA-41069     | Mas d'en Serra (Sant Pere de Ribes) · Vegeu més fotos d'aquest monument · Carregueu una nova foto d'aquest monument                   |
| Can Mestre Xic                                    | BCIL 2001    | Noucentisme XX                                    | Sant Pere de Ribes C. de la Pau, 3                                         | 41° 15′ 41″ N, 1° 46′ 23″ E / 41.261341°N,1.772940°E | IPA-41070     | Can Mestre Xic (Sant Pere de Ribes) · Vegeu més fotos d'aquest monument · Carregueu una nova foto d'aquest monument                   |
| Forn del coll de Gleieta                          |              | Obra popular XX                                   | Sant Pere de Ribes Coll de Gleieta                                         | 41° 16′ 54″ N, 1° 46′ 34″ E / 41.281539°N,1.776202°E | IPA-41568     | Carregueu una nova foto d'aquest monument                                                                                             |